# 索爾頓湖

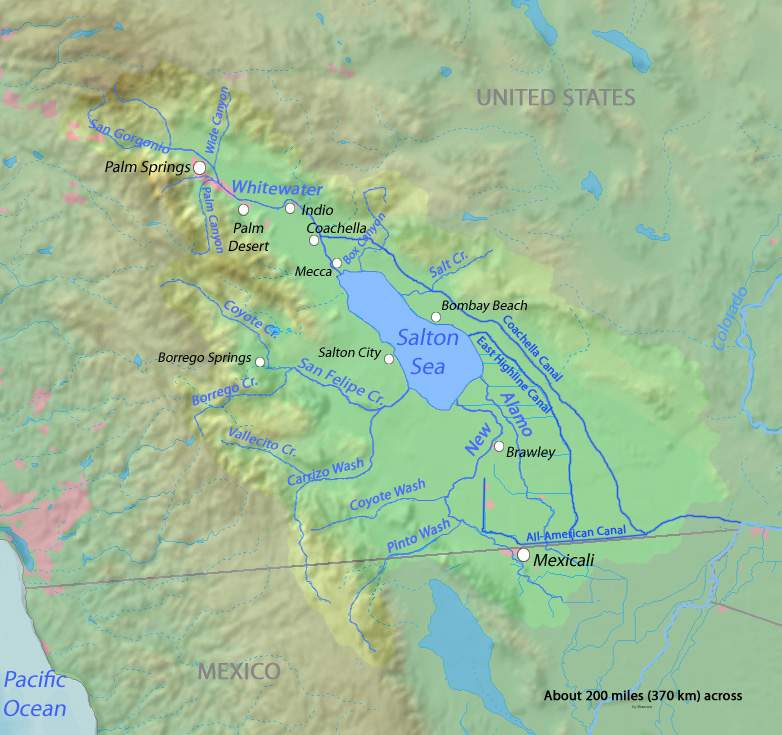
索爾頓湖流域圖

索爾頓湖（英語：Salton Sea）又譯索爾頓海，是美國的鹹水湖，位於加利福尼亞州南部的帝國郡與河濱縣，距離美墨邊界僅約30英里（48.3），湖的面積343平方英里（888.4平方），集水區面積8,360平方英里（21,652.3平方），處於海平面以下236英尺（71.9），最大水深43英尺（13.1），蓄水量1.8立方英里（7.4立方），鹽度為4.4%（高于太平洋）。
索爾頓湖原為干涸的古老湖床，於1905年因科羅拉多河水位急漲，河水沖毀人工灌溉渠的河堤湧入盆地而形成。1907年人們築成新的水壩後，科羅拉多河的河水不再大量流入索爾頓湖。
索爾頓湖造就了新的鳥類棲息地。1930年，桑尼波諾索爾頓海國家野生動物保護區成立。
因湖光山色這個加州最大的湖泊，上世紀五六十年代這裏曾經發展成旅遊渡假區，每年給引上百萬人到訪，湖泊周圍因而佈滿渡假酒店、高尚住宅、避暑別墅、餐廳商店林立，形成一個城鎮，地產開發商稱作「沙漠中的奇迹」，並與法國蔚藍海岸相提並論，80年代起隨著湖泊生態不斷惡化如鹽度不斷上升（實際上鹽度只是比紅海稍高）及最重要的農藥、居民生活廢水等不斷排放到湖泊，大量水中生物因而死亡，牠們被沖上沙灘，腐壞引起惡臭，居民因此離開此地，這裏續漸由渡假避暑勝地變成廢墟。
位於科羅拉多沙漠區的索爾頓湖因偶然而形成，其集水區降雨量偏低，在缺少水源補充和長年湖水蒸發下，水位逐漸下降，與此同時湖水鹽度上升。曾經興旺的漁業因湖水變得過鹹造成魚類消失而不再存在。如果不是有取自科羅拉多河的灌溉用水從上游農場流入索爾頓湖，湖水消失速度會更快，不過這些農業徑流也把農藥和肥料帶入湖中造成污染。加州當局計劃從2017年開始自科羅拉多河引入河水灌入索爾頓湖，以恢復湖區生態和減低沙塵造成的空氣污染。

## 外部連結
- "Plagues & Pleasures on the Salton Sea" a documentary on the Salton Sea （页面存档备份，存于）
- Salton Sea Authority
- Salton Basin overview （页面存档备份，存于）
- Salton Sea data and other resources
- From the Colorado River to the Salton Sea: The story of Imperial Valley's Water (slideshow)
- US Bureau of Reclamation's Salton Sea Restoration Project Office
- The Salton Sea – A Photo Essay by Scott London （页面存档备份，存于）
- National Geographic photos of the Salton Sea
- Calexico New River Committee, New River Tributary
- The Salton Sea: an account of Harriman's fight with the Colorado River （页面存档备份，存于）
- The Accidental Sea （页面存档备份，存于）